# Ōsumi (satélite)

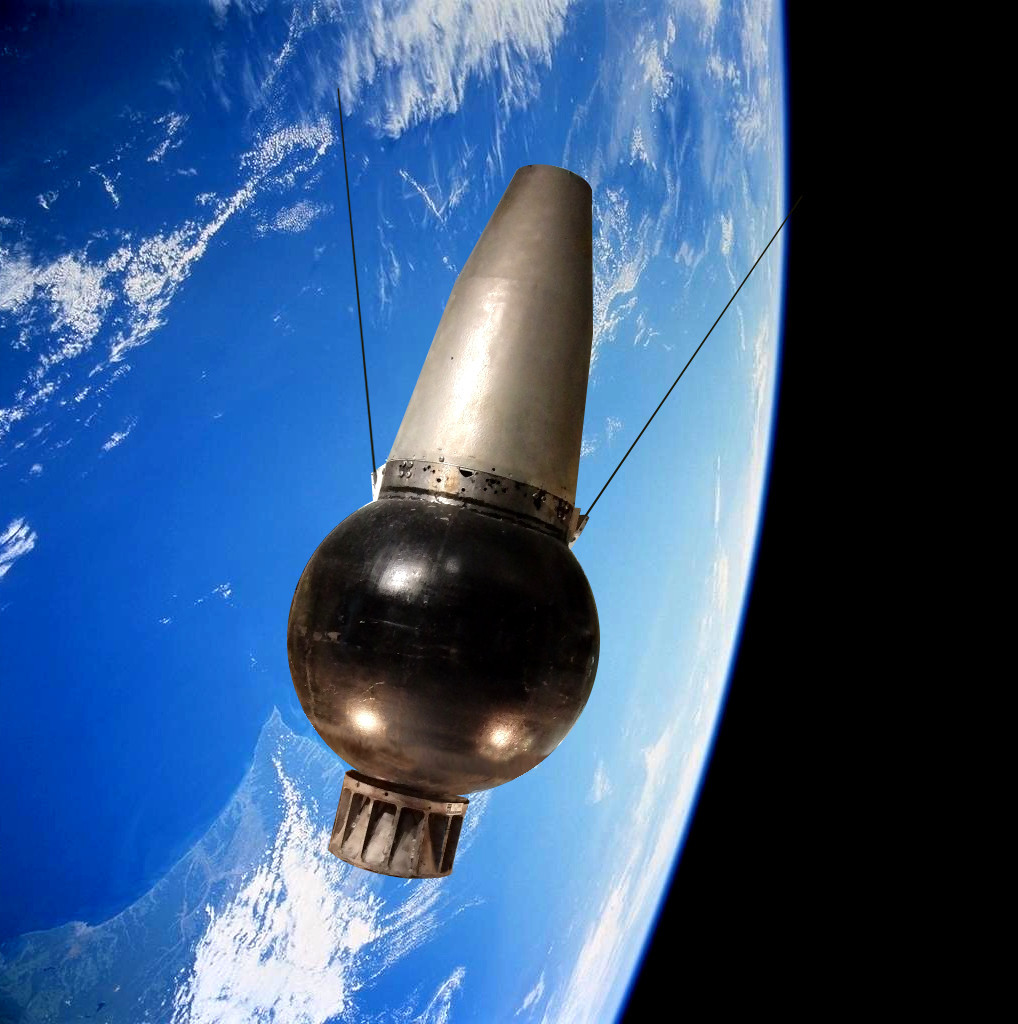
Satélite Ōsumi

Ōsumi (ou Ohsumi, (em japonês)) é o primeiro satélite artificial japonês colocado em órbita. Foi lançado em 11 de fevereiro de 1970 às 04:25 UTC com um foguete Lambda 4S-5 do Centro Espacial de Uchinoura pelo Instituto de Ciências Espaciais e Aeronáuticas da Universidade de Tóquio, agora parte da JAXA. O Japão se tornou a quarta nação depois da URSS, Estados Unidos e França a lançar um satélite artificial em órbita com sucesso por conta própria. O satélite recebeu o nome da Península de Ōsumi na província de Kagoshima, no Japão, onde o local de lançamento está localizado.